# Ole Rømer

Ole Rømer

Ole Christensen Rømer (* 25. Septemberjul. / 5. Oktober 1644greg. in Aarhus; † 19. September 1710 in Kopenhagen, auch Olaus mit Vor- sowie Roemer oder Römer mit Nachnamen) war ein dänischer Astronom.
Bekannt wurde er durch den 1676 veröffentlichten ersten Nachweis, dass die Lichtgeschwindigkeit endlich und nicht unendlich groß ist, beziehungsweise durch die Anleitung, wie die Lichtgeschwindigkeit durch Beobachtung der Jupitermonde berechnet werden kann. Rømer errechnete, dass die Lichtgeschwindigkeit bei einem Erdbahndurchmesser (2 AE) pro 22 min lag, ohne jedoch den Wert für den Erdbahnradius zu kennen. Zwei Jahre später errechnete Christiaan Huygens einen Wert von etwa 212.000 km/s, indem er Daten von Rømer und Giovanni Domenico Cassini kombinierte.

## Leben und Wirken
Seine Eltern waren Christen Olesen Rømer, ein wohlhabender Kaufmann mit einer mathematischen Bibliothek, und dessen Frau Anne Marie Storm.
Ab 1662 studierte Rømer Astronomie bei Erasmus Bartholin in Kopenhagen und arbeitete mit diesem bis 1671 zusammen, unter anderem an der Herausgabe der Schriften von Tycho Brahe. 1671 kam der Astronom Jean Picard im Auftrage der Pariser Académie des Sciences nach Kopenhagen, um auf der Øresund-Insel Hven die geografische Länge des alten Observatoriums von Tycho Brahe zu bestimmen. Mit der Bestimmung des Unterschiedes der Länge zwischen Hven und Paris (Längenproblem) ließen sich die genauen Tafeln von Tycho Brahe ebenfalls in Paris verwenden. Dazu musste der Umlauf der Jupitermonde beobachtet werden. Der Assistent Ole Rømer half so geschickt bei dieser Arbeit, dass er eingeladen wurde, am Ende der Messreihe im April 1672 mit Picard nach Paris zu kommen. Rømer stimmte zu und arbeitete als Mitglied der Akademie bei Giovanni Domenico Cassini an der Pariser Sternwarte. Er entwickelte dort 1672 ein Mikrometer für Fernrohre und baute mechanische Modelle für Planetenumläufe (Jovilabium (1677), Saturnarium (1678), Lunarium (1680)). Dazu entwickelte er ein neuartiges epizyklisches Zahnrad. Diese Planetarien sollten die langwierigen astronomischen Beobachtungen erleichtern.
1676 wurde Rømer zum königlich-dänischen Astronomen ernannt und ging erst 1681 von Paris an die Universität Kopenhagen. Dort wurde er Professor der Mathematik. 1681 heiratete er die Tochter Bartholins, die 1694 starb (1698 heiratete er ihre Schwester). 1683 führte er im Königreich Dänemark ein landesweit einheitliches System von Längenmaßen und Gewichten ein. Um 1700 entwickelte er ein genaues Messinstrument für Sternpositionen, den Meridiankreis. Mit ihm wollte er durch Messung von Sternparallaxen des Sirius den schlüssigen Beweis für das Modell des Sonnensystems von Nicolaus Copernicus erbringen. Der Nachweis gelang erst 1838 durch Friedrich Wilhelm Bessel. Am 1. März 1700 führte Dänemark auf Rømers Vorschlag hin den gregorianischen Kalender ein. 1702 baute er das erste Thermometer mit zwei Fixpunkten (Rømer-Skala), das Daniel Gabriel Fahrenheit nach einem Besuch bei ihm (1708) weiterentwickelte. Rømer leitete etwa 1705 in seiner Adversaria eine Messfehler-Formel für sein Meridian-Instrument her. Heute wird diese Messfehler-Formel Tobias Mayer zugeschrieben, der sie erst 51 Jahre später, also 1756, fand, ohne Rømers Herleitung zu kennen. Durch seine genaue Beobachtung gelang Rømer der Nachweis, dass der Stern Castor im Sternbild Zwillinge ein Doppelsternsystem ist. Schließlich nahm er an der Beobachtungsaktion des Merkurtransits vor der Sonne am 5. Mai 1707 teil und wertete sie aus.
Nachdem Rømer bereits ab 1688 verschiedene politische Ämter bekleidet hatte, wurde er 1705 Bürgermeister in Kopenhagen, Leiter der Polizei und Senator. In diesen Funktionen führte er weitreichende Verbesserungen ein, darunter die erste Straßenbeleuchtung (mittels Öllampen), Sanierung von Wasserversorgung und Kanalisation. Diese Ämter bekleidete er bis zu seinem Tod. Beigesetzt wurde er im Dom zu Kopenhagen.
Die meisten seiner Geräte und Aufzeichnungen wurden bei dem großen Brand der Stadt Kopenhagen am 20. Oktober 1728 zerstört, einzelne Stücke sind noch im Kroppedal-Museum aufgehoben. Seine Notizbücher (Adversaria) wurden 1910 entdeckt und herausgegeben von Kirstine Meyer und Thyra Eibe. Seine Ideen wurden nach seinem Tod teilweise durch Bücher seines Schülers Peder Horrebow verbreitet.

## Ehrungen
1699 wurde er Mitglied der Académie des sciences. Im Dezember 1701 wurde er als auswärtiges Mitglied in die Königlich Preußische Sozietät der Wissenschaften aufgenommen.
Der Mondkrater Römer und der Asteroid (2897) Ole Rømer sind nach ihm benannt.

## Lichtgeschwindigkeit

Verfinsterung beim Umlauf
des Mondes Io

Die Frage, ob die Ausbreitungsgeschwindigkeit des Lichtes endlich oder unendlich sei, war schon seit Jahrhunderten kontrovers diskutiert worden. Anhänger des Aristoteles, darunter René Descartes, plädierten für unendliche Lichtgeschwindigkeit. 1668 hatte Cassini in Bologna seine ersten Tabellen veröffentlicht, die einen Fahrplan für die Verfinsterungen der vier Jupitermonde angaben. Die dort angegebenen Zeitpunkte halfen beim Längengradproblem. Schon ab 1668 hatte er Abweichungen zwischen Fahrplan und Beobachtung festgestellt. Von 1672 an setzte Rømer die Beobachtungen in Paris fort. Dabei bestätigten sich nicht nur systematische Abweichungen, sondern es festigte sich die Vermutung, dass die Verfinsterungen – im Vergleich zur Vorhersage – früher eintraten, wenn die Erde sich auf ihrer jährlichen Bahn um die Sonne (A) dem Jupiter (B) auf dem Kreisbogen von E über F und G bis zur Oppositionsstellung H nähert (vgl. rechts Zeichnung von Rømer), und später als vom Fahrplan vorausgesagt, wenn sich die Erde vom Jupiter von H über L und K bis zur Konjunktionsstellung E entfernt. Der Grund hierfür ist, dass sich die Entfernung zwischen Jupiter und Erde ändert, und damit – falls denn die Lichtgeschwindigkeit eine endliche Größe ist – auch die Lichtlaufzeit. Rømer wagte am 23. August 1676 die Voraussage, dass die Verfinsterung des Mondes Io (DC) am 9. November 1676 um zehn Minuten „zu spät“ sichtbar sein werde. Als diese Verzögerung tatsächlich eintrat, stellte er seine Erklärung der königlichen Akademie der Wissenschaften (Academie des sciences) in Paris am 21. November 1676 vor und veröffentlichte sie am 7. Dezember 1676 im Journal des sçavans unter dem Titel Démonstration touchant le mouvement de la lumière trouvé par M. Roemer de l’Académie des sciences.
In diesem Artikel wird aber nicht die Lichtgeschwindigkeit, sondern nur die Zeit angegeben, die das Licht zum Durchqueren des Erdbahndurchmessers benötigt. Nach Rømers Rechnung betrug der Wert etwa 22 Minuten; der korrekte Wert sind knapp 17 Minuten. Für Rømer war es besonders wichtig zu zeigen, dass sich das Licht nicht augenblicklich, sondern mit endlicher Geschwindigkeit ausbreitet. Rømer gab nur einen oberen Schätzwert für die Lichtgeschwindigkeit an: für den Erddurchmesser benötige das Licht weniger als eine Sekunde, nach heutigem Wissen sind es nur 0,0425 s.
Rømer verwendete für seinen Nachweis einer endlichen Lichtgeschwindigkeit nur die Beobachtungen des ersten Mondes. Cassini warf ihm als Unterlassung vor, er hätte die Beobachtung der drei anderen als Beleg für seine These verwenden müssen. Cassini und manche andere folgten noch lange der Ansicht von René Descartes, dass sich Licht augenblicklich ausbreitet. Dagegen wurde Rømers Deutung bald von Isaac Newton, John Flamsteed, Edmond Halley und Christiaan Huygens akzeptiert. Allgemein wurde die Endlichkeit der Lichtgeschwindigkeit erst nach James Bradleys Entdeckung der Aberration des Lichtes im Jahr 1729 anerkannt.
Ein Wert für die Lichtgeschwindigkeit wurde erstmals 1678 von Christiaan Huygens mit etwa 212.000 km/s in heutigen Einheiten berechnet. Er benutzte die Laufzeitangabe von 22 Minuten (= 1320 s) von Rømer. Für den halben Erdbahndurchmesser (Astronomische Einheit) setzte er 11.000 Erddurchmesser ein, also für den ganzen Erdbahndurchmesser etwa 280 Millionen km in heutigen Einheiten. Damit stützte er sich auf eine Angabe der Sonnenparallaxe von 9,5 Bogensekunden, die Cassini 1673 aus einer Marsbeobachtung erhalten hatte (aus C. Huygens Abhandlung vom Licht, erschienen erst 1690).
Rømer hat zu diesem Zahlenmaterial sicherlich Zugang gehabt, es aber nicht genutzt.
In Zeitschriften und Lehrbüchern sind etwa 50 verschiedene Zahlenangaben zur Lichtgeschwindigkeit zu finden, die Roemer angegeben haben soll (vgl. Literatur Wroblewski).

## Schriften (Auswahl)
- Démonstration touchant le mouvement de la lumière trouvé. In: Le Journal des Sçavans. Paris 1676, S. 233–236 (gallica.bnf.fr).